# Aín Xuca
Aín Xuca (pronunciado [a'in 'ʃu.ka], en árabe: عين الشوكة‎, en francés: Aïn Chouka) es una localidad marroquí perteneciente al municipio de Quetzama, la región de Tánger-Tetuán-Alhucemas. Desde 1912 hasta 1956 perteneció a la zona norte del Protectorado español de Marruecos.